# Антоненкове
Анто́ненкове — село в Україні, у Синівській сільській громаді Роменського району Сумської області. Населення становить 38 осіб. Колишній орган місцевого самоврядування — Саївська сільська рада.
Після ліквідації Липоводолинського району 19 липня 2020 року село увійшло до Роменського району.

## Географія
Село Антоненкове розташоване на відстані 1 км від села Рудоман, за 1,5 км — села Товсте та Саї. По селу тече струмок, що пересихає.

## Історія
Село постраждало внаслідок геноциду українського народу, проведеного урядом СРСР 1923-1933 та 1946-1947 роках.

## Економіка
- Молочно-товарна ферма.